# 津市立三重短期大学の人物一覧
津市立三重短期大学の人物一覧（つしりつみえたんきだいがくのじんぶついちらん）は、津市立三重短期大学および前身校に関係する人物の一覧。

## 大学関係者と組織

### 教員

#### 学長
- 藤井新一：初代学長（政治学者、法学者）
- 岡本祐次 (経済学者)：元学長（経済学者）
- 雨宮照雄：第11代学長で教授（経済学者）

#### 研究者
- 竹添敦子：教授（文学研究者）
- 上野達彦：教授（法学者）
- 大町文衛：元名誉教授（昆虫学者）
- 鷲田小彌太：元教授（哲学者）→札幌大学教授
- 水谷規男：元教授（法学者）→愛知学院大学教授→大阪大学法科大学院教授
- 杉江栄一：元教授（国際政治学者）→中京大学教授
- 岩本勲：元教授（政治学者）→大阪産業大学教授
- 瀬島順一郎：元教授（心理学者）→大阪産業大学教授

### 卒業生
- 特に法経科二部（法経学科夜間学部）の卒業生は、公務員出身者・民間企業の労働組合出身者が政治学を学ぶ目的で入学した事が多かった事情で、政治家（国会議員・地方議員・首長）となった人物が多い。

#### 国会議員
- 森本哲生：衆議院議員（民主党所属）
- 伊藤忠治：元衆議院議員（日本社会党副書記長→民主党所属）

#### 首長
- 野名澄代：志摩郡大王町議会議員→志摩郡大王町長→志摩市議会議員
- 近藤康雄：津市長
- 小山巧：南伊勢町長
- 脇四計夫：富山県下新川郡朝日町議会議員→富山県下新川郡朝日町長

#### スポーツ
- 前川楓：陸上選手